# Nyborg
 For alternative betydninger, se Nyborg (flertydig). (Se også artikler, som begynder med Nyborg)
Nyborg er en købstad på Fyn med 17.990 indbyggere  (2025). Byen ligger ved Storebælt og er forbundet med Sjælland via Storebæltsforbindelsen. Nyborg Kommune hører til Region Syddanmark. 
Nyborg Slot, der er Nordens ældste kongeborg fra 1170, ligger i byen. Byens kirke, Nyborg Vor Frue Kirke, er fra det 12. århundrede. Byen er hjemsted for Danmarks ældste friluftsteater, Nyborg Voldspil. Indbyggere i Nyborg kaldes for nyborgensere.

## Historie

### Oprindelse
Det ældste Nyborg synes at have ligget på Helgetoften nord for Nyborg Slot – i dag nær Nyborg Sygehus. På dette sted blev en kirke opført omkring år 1175 som anneks til Hjulby Kirke, Nyborg Sogn, og byen har nok haft sammenhæng med anlæggelse af Nyborg Slot på samme tid. Bydelen afbrændtes imidlertid i 1534 under Grevens Fejde og forsvandt. Op gennem det 11. århundrede voksede byen imidlertid på holmene øst for slottet. Den stående kirke østligst i byen antages at være påbegyndt i det 12. århundrede, dateret arkitektonisk, og var stadig under opførelse i begyndelsen af det 15. århundrede. Imidlertid var kirken på Helgetoften indtil førnævnte brand stadig byens sogne- og hovedkirke, selvom begge dog endnu var annekser til Hjulby Kirke.
Byen antages at være anlagt på to småholme i bunden af Nyborg Fjord, hvor Ladegårdsåen oprindeligt løb ud. Holmene benævnes ”Slotsholmen”, der udover selve slotsholmen afgrænses af Torvet, Korsgade og Vestervoldgade, og ”kirkeholmen”, der dækkes af det øvre Adelgade, Gammel Torv, kirken og Baggersgade. Imellem holmene ligger fyld, bestående af dynd- og tørveaflejringer, samt fyldlag, der slører de oprindelige terrænforhold.

### Middelalderen
Nyborg fik sine første privilegier af Valdemar Sejr, og de bekræftes og udvides senere i 1292, 1299, 1320, 1435, 1446, 1523 og 1648; dens stadsret blev givet den 1. juni 1271 af Erik Klipping. Slottets centrale beliggenhed i riget gjorde, at der ofte blev holdt hof der i længere tid, adelsmænd begyndte selv at opføre bygninger, den var fra tidlig tid overfartsstedet fra Korsør til Fyn, og hundrede år efter byens anlæggelse indtog den allerede den fremragende plads, som den beholdt i lang tid i middelalderen, idet den fra midten af det 13. århundrede hyppigere og hyppigere blev samlingsstedet for de store rigsmøder, der holdtes mellem kongen og stormændene for at forhandle om rigets sager, og som efter 1282 gik over til at blive en fast statsinstitution med lovgivende og dømmende myndighed, senere kaldet Danehof, der skulle afholdes hvert år; fra 1284 fastsloges det, at møderne skulle holdes i Nyborg og på Trinitatis søndag, hvilket senere dog forandredes til Sankthans dag. Selvom disse flere gange gentagne bestemmelser både om deres årlige tilbagevenden og om mødestedet ikke blev overholdt, er dog de fleste og vigtigste møder blevet holdt i Nyborg. Det er usikkert, om kong Abels forordning af 1251, et tillæg til Jyske Lov, er fremkommen på et møde i Nyborg. I begyndelsen af 1256 holdes det bekendte møde på Gammel Kirkes kirkegård her, hvor Christoffer I modtog ærkebispen Jakob Erlandsen og bisperne med udråbet: "Sent komme Studedriverne!", da de kom fra det til samme tid af ærkebispen berammede Vejlemøde. På mødet 1269 gives Ribe stadsret, på mødet 1276 valgtes Erik Menved til tronfølger. Den 29. juli 1282 bekræftede Erik Klipping her de løfter, han havde givet stormændene, og der dannes det første led i håndfæstningernes række. I 1284 fastsloges som nævnt på et møde her Nyborg som mødested for de senere forsamlinger. På mødet 1286 blev hertug Valdemar IV af Sønderjylland løsladt af fangenskab, og følgende års møde anerkendes han som rigsforstander og dronningens medformynder, lige som det erklærede kongemorderne for fredløse. I 1326 udstedte den til konge udråbte Valdemar V af Sønderjylland sin håndfæstning her; ligeledes var det i Nyborg 1376, at kong Oluf udstedte sin håndfæstning, og på Danehoffet 1386 måtte dronning Margrethe I overlade Sønderjylland til grev Gerhard VI. Med Kalmarunionen mistede Danehofferne deres betydning, det sidste afholdtes i Nyborg i 1413, da rigskansleren bisp Peder Jensen af Roskilde fradømte Gerhards sønner besiddelsen af hertugdømmet; senere afløstes de af herredagene. Foruden disse møder var slottet skueplads for mange andre begivenheder: kongerne udstedte hyppigt vigtige breve herfra. Hertug Valdemar V. af Sønderjylland blev holdt til fange her 1346 af de holstenske grever. 1525 foreslog rigsrådet kongen at tage slottet til fast residens.
Nyborg havde i middelalderen flere gilder, således et Sankt Knuds Gilde, et Sankt Gertruds Gilde og et Jomfru Marie Kalende Gilde, og, i byen og i landsognet, 4 kirker, nemlig den omkring 1175 opførte Gammel Kirke eller Helge Kirke i Helgetofte (afbrændt 1534 i Grevens Fejde), Hjulby Kirke (nedbrudt 1555; af sten fra Gammel- og Hjulby kirker opførtes 1604 et kapel på Assistenskirkegården, hvilket ødelagde 1659 af de svenske og 1665 helt blev sløjfet, da fæstningsværkerne udvidedes), slotskirken, i hvilken efter reformationen indtil 1659 blev holdt gudstjeneste for kongerne, lensmændene og slotsbetjentene af byens sognepræst, og Frue Kirke, byens sognekirke.
Mærkeligt nok fik Nyborg aldrig noget virkeligt kloster. Ganske vist stod der i den senere middelalder på hjørnet af Adelgade og Korsbrødregade en Korsbrødregård (Sankt Hans Gård), men denne var blot en slags filial af Antvorskov Kloster, den havde hverken egen kirke eller alle de for et Johanniterkloster nødvendige bygninger, og den beboedes sikkert kun af få munke, der ikke udgjorde noget selvstændigt konvent. Med Reformationen ophørte sikkert munkelivet her, men Antvorskov beholdt vedblivende gården og havde en foged på den. Da der 1560 blev indsat en tolder i Nyborg (tidligere blev tolden af de skibe, som løb gennem Bæltet, oppebåret af byfogden), fik denne anvist bolig i Korsbrødregården, og fra nu af benyttedes indtil 1742, da en toldbod opførtes uden for Strandporten, gårdens kælder til opbevaring af toldgods. Huset har været 28 alen langt fra vest mod øst, 12 alen bredt og opført af røde munkesten i munkeskifte. Kælderen er dækket af 2 rader spidsbuede krydshvælvingsfag, 6 Fag i hver Række; de hvile i Rummets Midte paa 5 murede Piller (om Kælderen er fra ca. 1441 eller noget ældre, kan ikke sikkert afgøres). Fra østenden af kælderen fører en døråbning ind til kælderen under nabohuset.
Af ildebrande i middelalderen nævnes en i år 1448, der ødelagde det meste af byen, så at regeringen efter sigende tilstod den skattefrihed for 40 år.
Grevens Fejde fik stor betydning for byen. Da borgerne her var Christian II hengivne, var det let for grev Christoffers tropper at overrumple byen ved borgmesteren Rasmus Rostokkers hjælp i august 1534, hvorpå de efter nogen tids belejring fik slottet indtaget, som de beholdt indtil efter Slaget ved Øksnebjerg i juni 1535, da Johan Rantzau besatte byen og snart efter også fik slottet i sin magt. Under lübeckernes belejring var den nordlige del af byen blevet afbrændt, og den blev ikke genopbygget, hvorimod staden efter krigen udvidedes mod øst om Nyenstad (den senere Østergade) og Skippergade, samtidig med at den på grund af stedets vigtighed omgives med volde med bastioner og grave. Disse fæstningsværker, der i årenes løb kostede uhyre summer, havde fra begyndelsen omtrent det omfang, de beholdt til fæstningens nedlæggelse i 1869, om end de senere blev forbedrede under Christian IV, da blandt andet nord- og vestfronten forstærkedes og Strandporten opførtes, Frederik III (både før og efter Svenskekrigen, Landporten opførtes; en tredje port, Svendborgporten, anlagdes efter 1660) og Frederik IV.

### Renæssancen
Efter Grevens Fejde arbejdede Nyborg sig hurtig igen i vejret. Den havde fra tidlig tid været det almindelige overfartssted fra Korsør til Fyn, og dens gunstige beliggenhed og gode, naturlige havn gjorde, at den blomstrede op ved sin handel og skibsfart; ligeledes havde byen stor fordel af, at flere og flere skibe foretrak Storebælt for Øresund til gennemsejling og betalte strømtolden i Nyborg. For at påse, at denne strømtold betaltes, blev der fra 1560 stationeret et Vagtskib ved Nyborg, som først inddroges i 1857 ved Sundtoldens ophævelse (tidligere var kun gennemsejlingen gennem Øresund tilladt. I en handelstraktat med England af 20. januar 1490 blev det udtrykkelig fastsat, at et engelsk skib kun i yderste nød måtte gå igennem Storebælt i stedet for Øresund; ved vagtskibets stationering må dette påbud være hævet). Under krigen 1643—45 var byens velstand så stor, at den kunne forstrække kongen med penge. Men da kom Svenskekrigen 1658 — 60, der blev skæbnesvanger for Nyborg som for Fyns andre byer og ødelagde den for lange tider. Man havde næppe fuldendt de udbedringer af fæstningen, som Frederik III havde påbudt, da Karl Gustav kom til Fyn og besatte Nyborg 31. januar 1658 uden modstand; kun Peder Jensen Bredal forsvarede sig tappert med sine 4 i fjorden indefrosne skibe og fik dem til sidst varpede ud og førte til København. De svenske holdt nu byen besat næsten i to år, benyttede den som våbenplads og forstærkede befæstningen. Først efter, at den danske og de allieredes hære under generalerne Schack og Eberstein havde forenet sig ved Odense og slået de svenske ved Nyborg 14. november 1659, måtte de dagen efter rømme fæstningen. Men byen havde lidt frygteligt; dens handelsflåde var ødelagt og slottet molesteret, mange huse og gårde vare afbrudte, og der herskede en sådan fattigdom, at indbyggerne fritoges for skatter og byrder, undtagen told og indkvartering, helt i de første 8 år og halvt i de næste 16 år.
Nyborg havde en central rolle, da Reformationen kom til Danmark. Reformationen handlede om religion og gudssyn, men bagved lå et kompliceret spil om magten i Danmark. Religionen blev brugt som brik af de centrale spillere, der på kryds og tværs i de kongelige familier og på tværs af landegrænser bekæmpede eller indgik alliancer med hinanden. Reformationen blev indført med fast kongelig hånd af kong Christian 3. i 1536.
Nyborg betegnes af Østfyns Museer som kongens residensstad – her havde nogle af reformationsspillets centrale aktører deres hovedkvarter – Christian 2., som siden tabte borgerkrigen til sin fætter, Christian 3. Østfyns Museer anfører, at Christian 3. valgte Nyborg som sit hjem, men dette er ikke dokumenteret. Dog udbyggede kongen både slot og by. Christian 3. var Martin Luthers solide støtte livet igennem, og Danmark blev landet, hvor reformationen blev gennemført mest konsekvent. Ifølge Østfyns Museer var det i Nyborg magten skulle iscenesættes og både slot og by blev omskabt til reformationens verdslige højborg og hovedstad.

### Under enevælden
Nyborg Rådhus var en af de bygninger som branden i 1796 gik ud over. Ved reskript af 8. november 1661 fik byen privilegium som stabelstad, "at Nyborg kunde komme i forrige Velstand igen". Men der gik en lang årrække. 1672 havde byen 1160 indbyggere. I det 18. århundrede skaffede den sig efterhånden atter en handelsflåde, men det gik langsomt under de trykkende forhold. I 1769 havde den 1.451 indbyggere. Dertil kom byernes almindelige plage, ildebrandene. Den 2. august 1796 blev byen ramt af en brand. Den voldsomste brand var dog den, der begyndte ved Adelgade om aftenen 11. september 1797 og varede til næste dag. Det meste af Kongegade, hele Mellem- og Nørregade med mellemliggende stræder samt de to sider af torvet med Nyborg Rådhus gik op i luer; 143 gårde brændte, omtrent det halve af byen. Til hjælp for de brandlidte indkom der fra hele landet store gaver, kongen gav 20.000 rigsdaler, hvoraf de 12.000 udrededes af Fonden ad usus publicos, og de brandlidte fik konsumtionsfrihed for et år, lige som det tillodes byen at forhøje kanal- og bropengene for 36 år. Ved genopbyggelsen vandt vel byen en del, idet gaderne reguleredes og gjordes bredere, men meget af byens karakteristik forsvandt med de snævre, bugtede gader og de gamle bindingsværkshuse.
En lille episode af byens nyere historie må endnu omtales, nemlig spaniernes kortvarige besøg 9.—11. august. 1808, da de med en styrke af omkring 1.500 mand under anførsel af general, Marquis de la Romana bemægtigede sig fæstningen, hvorefter de to dage senere indskibede sig på engelske skibe og vendte tilbage til Spanien. Da de ikke havde plads på skibene til deres heste, slog de dem ihjel; nogle af dem blev dog indfanget og benyttede til forbedring at den indenlandske hesterace.
En stadig hæmsko for byens udvidelse var fæstningen, som blev opretholdt indtil 1869 (dog med en kort afbrydelse fra 1764 til 1770). Efter dens nedlæggelse og fæstningsterrænets sløjfning er byen taget meget til, og handel og skibsfart er voksede stærkt ved havnens udvidelse og de store jernbaneanlæg. Også den store trafik over Bæltet har gavnet den meget. Den regelmæssige overfart fra Korsør, der først indrettedes 1634, besørges i begyndelsen af byens magistrat, derefter af eget færgelav, som ophæves 1856, da overfarten overtoges af postvæsenet. Også garnisonen, der indtil 1842 kun bestod af et kompagni infanteri, men da kom til at bestå af det nyoprettede 3. jægerkorps og 1865 forøgedes med 7. og 1867 med 25. bataljon, bidrager sit til byens velstand og præg.
Byen har haft en latinskole. Den havde lokale i en bygning tæt nord for kirken. Efter reformationen blev den ifølge kongelig befaling af 1555 udvidet og ombygget; 1642 blev den sammenbygget med det ved kirken stående klokketårn. Bygningen blev benyttet af skolen indtil 1809, da denne fik en ny bygning på hjørnet af Konge- og Slotsgade (den gamle bygning ved kirken blev solgt 1815 og blev af kirkeinspektionen, der havde købt den, nedreven ved kirkens sidste restauration 1870—71, for at kirken kunne komme til at ligge friere). Latinskolen nedlægges 30. september 1839 (ifølge kongelig reskript af 28. september 1838), hvorefter bygningen overdroges kommunen til realskole.

### Den tidlige industrialisering
Nyborgs befolkning var stigende i slutningen af 1800-tallet og i begyndelsen af 1900-tallet: 3.059 i 1850, 3.565 i 1855, 3.802 i 1860, 4.812 i 1870, 5.402 i 1880, 6.049 i 1890, 7.790 i 1901, 7.922 i 1906 og 8.470 i 1911.
Af fabrikker og industrielle anlæg fandtes ved århundredeskiftet: 1 skibsbyggeri, 3 ølbryggerier, 1 jernstøberi, 1 dampvæveri, 1 tobaksfabrik, 1 svineslagteri, 1 pølsefabrik, 2 dampvæverier, 1 kalkbrænderi, 1 cikorietørreri, 1 dampvaskeri, 1 ostefabrik, 1 eddike- og sennepsfabrik, DSBs maskinværksted, 1 damp-, vejr- og vandmølle, 3 garverier, 2 dampbagerier, 2 farverier, 1 uldspinderi, 2 bogtrykkerier m.m.
I Nyborg blev ved århundredeskiftet udgivet 2 aviser: "Nyborg Avis" og "Nyborg Dagblad".
I Nyborg blev afholdt årligt 5 markeder: 2 i marts med heste og kvæg, 1 i juni med heste, 1 i oktober med heste, kvæg og får, og 1 i november med kvæg og får. Torvedag hver onsdag og lørdag.; 1., 3. og i indtræffende tilfælde også 5. lørdag i hver måned Torvedag med levende kreaturer.  
Befolkningens sammensætning efter næringsvej var i 1890: 1.564 levede af immateriel virksomhed (deraf 677 militære), 1.887 af håndværk og industri, 905 af handel og omsætning, 203 af søfart, 122 af fiskeri, 43 af gartneri, 78 af jordbrug, 1.028 af forskellig daglejervirksomhed, 173 af deres midler, 42 nød almisse, og 4 var i fængsel. Ifølge en opgørelse i 1906 var indbyggertallet 7.922, heraf ernærede 1.137 sig ved immateriel virksomhed, 184 ved landbrug, skovbrug og mejeridrift, 203 ved fiskeri, 3.002 ved håndværk og industri, 1.048 ved handel med mere, 1.672 ved samfærdsel, 320 var aftægtsfolk, 256 levede af offentlig understøttelse og 100 af anden eller uangiven virksomhed.

### Mellemkrigstiden
Gennem mellemkrigstiden var Nyborgs indbyggertal først voksende, siden stagnerende: i 1916 havde byen 8.646 indbyggere, i 1921 9.507 indbyggere, i 1925 9.836 indbyggere, i 1930 9.740 indbyggere, i 1935 9.479 indbyggere og i 1940 8.994 indbyggere. I Aunslev Sogn og Hjulby Sogn udviklede sig forstaden Dyrehavekvarteret.
| År                          | 1916  | 1921   | 1925   | 1930   | 1935   | 1940  |
| --------------------------- | ----- | ------ | ------ | ------ | ------ | ----- |
| Nyborg købstad              | 8.646 | 9.507  | 9.836  | 9.740  | 9.479  | 8.994 |
| Dyrehavekvarteret (Avnslev) | 623   | 561    | 543    | 552    | 627    | 754   |
| Dyrehavekvarteret (Hjulby)  | 133   | 155    | 164    | 154    | 189    | 201   |
| Nyborg med forstæder        | 9.402 | 10.223 | 10.543 | 10.446 | 10.295 | 9.949 |

Ved folketællingen i 1930 havde Nyborg 9.740 indbyggere, heraf ernærede 942 sig ved immateriel virksomhed, 3.082 ved håndværk og industri, 1.096 ved handel mm, 2.026 ved samfærdsel, 328 ved landbrug, skovbrug og fiskeri, 655 ved husgerning, 1.441 var ude af erhverv og 170 havde ikke oplyst indkomstkilde.
| Næringsveje                 | Landbrug m.v. | Håndværk, industri | Handel og omsætning | Transport | Immateriel virksomhed | Hus- gerning | Ude af erhverv | Uangivet | I alt  |
| --------------------------- | ------------- | ------------------ | ------------------- | --------- | --------------------- | ------------ | -------------- | -------- | ------ |
| Nyborg købstad              | 328           | 3.082              | 1.096               | 2.026     | 942                   | 655          | 1.441          | 170      | 9.740  |
| Dyrehavekvarteret (Avnslev) | 13            | 91                 | 100                 | 115       | 78                    | 57           | 84             | 19       | 552    |
| Dyrehavekvarteret (Hjulby)  | 23            | 15                 | 52                  | 28        | 5                     | 15           | 14             | 2        | 154    |
| Nyborg med forstæder        | 364           | 3.188              | 1.248               | 2.169     | 1.025                 | 727          | 1.539          | 191      | 10.446 |

### Efterkrigstiden
Efter 2. verdenskrig fortsatte Nyborg sin befolkningsudvikling. I 1945 boede der 9.559 indbyggere i købstaden, i 1950 10.775 indbyggere, i 1955 11.316 indbyggere, i 1960 11.667 indbyggere og i 1965 11.668 indbyggere. Samtidig udviklede forstaden Dyrehavekvarteret sig, og forstadsområdet Pilshusekvarteret kom til, i Vindinge Sogn.
| År                          | 1945   | 1950   | 1955   | 1960   | 1965   |
| --------------------------- | ------ | ------ | ------ | ------ | ------ |
| Nyborg købstad              | 9.559  | 10.775 | 11.316 | 11.667 | 11.668 |
| Dyrehavekvarteret (Avnslev) | 749    | 797    | 866    | 930    | 1.130  |
| Dyrehavekvarteret (Hjulby)  | 208    | 229    | 267    | 251    | 253    |
| Pilshusekvarteret           | -      | 334    | 406    | 529    | 637    |
| Nyborg med forstæder        | 10.516 | 12.135 | 12.855 | 13.377 | 13.688 |

### Nyere tid
Den 20. februar 1970 besluttede Nyborg Kommune, at der skulle etableres et ca. 1 km² stort boligkvarter i Nyborg. Dette skulle være mellem Juelsbergskoven og Teglværksskoven. Området blev døbt "Skovparken". Skovparken er beliggende mellem førnævnte skove, med store fælles græsarealer og nær strand. Området er, blandt andet på grund af dette, især populært blandt børnefamilier. Udstykningen blev anset som værende et af Danmarks bedst gennemtænkte:
"De mange gangstier til skole (NB: ikke længere eksisterende), institutioner og indkøbssteder, og ikke mindst de store fællesarealer, der er mellem bebyggelserne fik mange til at udtrykke, at udstykningen var Danmarks bedst gennemtænkte."'
Skovparken består af cirka 725 boligenheder, opdelt i seks vænger. Disse er, fra syd til nord: Egernvænget, Harevænget, Hjortevænget, Grævlingevænget, Rådyrvænget og Mårvænget.

## Erhverv
Nyborg har flere små og mellemstore virksomheder. I den centrale del af byen er der butikker og caféer mm. Blandt de største og mest kendt virksomheder med hovedsæde i Nyborg er fødevareproducenten Daloon A/S, Ekokem A/S (tidligere kendt som Kommunekemi) og det firstjernede Hotel Nyborg Strand.

## Uddannelse
Nyborg Gymnasium blev grundlagt i 1940, og det har i dag knap 1.200 elever. Gymnasiet udbyder syv forskellige ungdomsuddannelser:
- almen studentereksamen (stx)
- hf-eksamen (hf)
- International Baccalaureate (IB)
- merkantil studentereksamen (hhx)
- EUX - business
- EUD - business
- 10. klasse

### Tidligere uddannelsesinstitution
- Handelsskolen, TietgenSkolen Nyborg-Kerteminde, havde en afdeling (campus) i Nyborg.[22]

## Kultur
Nyborg største attraktion er Nyborg Slot og de omkringliggende volde. Det tilknyttede museum er en del af Østfyns Museer, som også driver bymuseet Borgmestergården har til huse i Mads Lerches Gård i Slotsgade. Bygningen, der er opført i 1601, er en af de ældste i bygninger i byen. I flere år har museet afholdt middelaldermarked på borgterrænet i juli måned under navnet Danehof, der er inspireret af det historiske danehof, der har været afholdt i middelalderen. Markedet har fået karakter af en byfest, idet flere af de centrale gader har været afspærret til boder og optrin. I 2014 satte markedet rekord med knap 45.000 gæster.
Nyborgs biograf, Kino Vino, viser både premierefilm, men har også cafe og vinbar.
Nyborg Voldspil blev grundlagt i 1939 og er dermed Danmarks ældste friluftsspil. Teatret spiller hvert år på voldterrænet ved slottet.

### Sport
Nyborg er repræsenteret med mange forskellige foreninger. Den største aktive sportsforening er Nyborg G&IF. NG&IF blev stiftet som en gymnastikforening, men efterfølgende er der kommet en række andre sportsgrene til, bl.a fodbold, håndbold og bordtennis.
NG&IFs Klubbens bedste herrehold i fodbold har haft en tilværelse som "elevatorhold" mellem Serie 1 og Fynsserien og har hjemmebane på Nyborg Idrætspark. Idrætsparken har plads til cirka 2.500 tilskuere.
SUS Nyborg, er en sammenslutning mellem Nyborg G&IF Håndbold og SUS Håndbold fra Ullerslev.
2. juli sluttede 2. etape af Tour de France 2022 i Nyborg.

## Venskabsbyer
- Mariestad
- Kolobrzeg
- Perniö
- Sandnes

Kommunens engagement i venskabsbysamarbejdet ophørte formelt i 2008.

## Berømte bysbørn
- Christian d. 2. (1481-1559), konge af Danmark, Norge og Sverige. Bl.a. kendt for det forfærdelige Stockholmske blodbad.
- Rasmus Nicolaj Ernst (1872-1937), manden som opfandt håndboldspillet.
- Holger Juul Hansen (1924-2013), skuespiller.
- Erik Balling (1924-2005), filminstruktør.
- Helge Kjærulff-Schmidt (1906-82), skuespiller.
- Hans Holck (1726-1783), forfatter.
- Johannes Marius Dines Petersen alias Professor Labri (1863-1935), gøgler, tryllekunstner m.v.
- Elsebeth Egholm (1960-), forfatter og journalist.
- Erik Thygesen (1941-1999), forfatter, journalist og kulturpersonlighed.
- Johan Hye-Knudsen (1896-1975), cellist, dirigent og komponist.
- Johan Theodor Holmskjold (1731-1793), botaniker.
- Holger Rasmussen (1870-1926), skuespiller, filminstruktør, forfatter og teaterdirektør.
- Andreas Peter Martin Leth (1822-1905), grundtvigsk præst.
- Jørn Terndrup (1942-), politiker.
- Cornelius Pedersen Lerche (1615-1681), embedsmand og adelsmand.
- Jens Lauritzen (1953-), politiker.
- Martin Brun (1741-1774), forfatter.
- Arne Lundemann (1947-), skuespiller og operasanger.
- Signe Svendsen (1974-), sanger. Berømt gennem samarbejdet med popbandet Rollo & King, samt diverse udsendelser på TV 2.
- Søren Huss (1975-), forsanger og tekstforfatter i det anerkendte rockband Saybia.
- Ragnhild Tove Hveger (1920-2011) Dansk svømmer med tilnavnet "Den Gyldne Torpedo"

Note: Erik Ballings far, Ejnar Balling, var præst i Nyborg Sogn. Han døbte Holger Juul Hansen.

## Galleri
- Den 40 meter lange byport Landporten
- Gadeparti fra Nyborg
- Nyborg Vold og Vor Frue Kirke
- Vandtårnet på Dronningens Bastion
- InterCity-tog på vej mod Nyborg fra Storebæltsbroen
- Nyborg Slot
- Slottet og slotssøen på postkort fra begyndelsen af 1900-tallet
- Luftfoto fra syd-øst